# Ampatuan
Ampatuan is een gemeente in de Filipijnse provincie Maguindanao op het eiland Mindanao. Bij de laatste census in 2007 had de gemeente bijna 34 duizend inwoners.

## Geografie

### Bestuurlijke indeling
Ampatuan is onderverdeeld in de volgende 11 barangays:
| - Dicalongan - Kakal - Kamasi - Kapinpilan - Kauran - Malatimon | - Matagabong - Salman - Saniag - Tomicor - Tubak |

## Demografie
Ampatuan had bij de census van 2007 een inwoneraantal van 33.702 mensen. Dit zijn 795 mensen (2,4%) meer dan bij de vorige census van 2000. De gemiddelde jaarlijkse groei komt daarmee uit op 0,33%, hetgeen lager is dan het landelijk jaarlijks gemiddelde over deze periode (2,04%). Vergeleken met de census van 1995 is het aantal mensen met 6.502 (23,9%) toegenomen.

De bevolkingsdichtheid van Ampatuan was ten tijde van de laatste census, met 33.702 inwoners op 255,4 km², 132 mensen per km².

## Politieke massamoord
Op 23 augustus 2009 werd bij Saniag een groep van tientallen mensen vermoord toen zij onderweg waren om de registratie van Ismael Mangudadatu als kandidaat voor het gouverneurschap van de provincie Maguindanao bij de verkiezingen van 2010 bij te wonen. De groep bestond uit familieleden en aanhangers van Mangudadatu en een groep journalisten en enkele omstanders. Bij deze aanslag werden zeker 57 mensen om het leven gebracht, waaronder de vrouw van Mangudadatu. Volgens de Filipijnse autoriteiten is de massamoord gepleegd door een militie onder leiding van Andal Ampatuan jr., de tegenkandidaat van Mangudadatu in de strijd om het gouverneurschap. Ampatuan jr. is een van de leden van machtige Ampatuan clan. Hij is de zoon van Andal Ampatuan sr., die zelf van 2001 tot 2009 gouverneur van de provincie was en de oudere broer van Datu Sajid Islam Ampatuan. Een andere broer, Zaldy Ampatuan werd in 2005 tot gouverneur van de autonome regio ARMM gekozen.
Ampatuan · Barira · Buldon · Buluan · Cotabato City · Datu Abdullah Sangki · Datu Anggal Midtimbang · Datu Blah T. Sinsuat · Datu Hoffer Ampatuan · Datu Odin Sinsuat · Datu Paglas · Datu Piang · Datu Salibo · Datu Saudi-Ampatuan · Datu Unsay · Gen. S.K. Pendatun · Guindulungan · Kabuntalan · Mamasapano · Mangudadatu · Matanog · Northern Kabuntalan · Pagagawan · Pagalungan · Paglat · Pandag · Parang · Rajah Buayan · Shariff Aguak · Shariff Saydona Mustapha · South Upi · Sultan Kudarat · Sultan Mastura · Sultan sa Barongis · Talayan · Talitay · Upi